# Yasuo Irisawa
Yasuo Irisawa (jap. 入沢 康夫, Irisawa Yasuo; * 3. November 1931 in Matsue; † 15. Oktober 2018) war ein japanischer Lyriker.
Irisawa studierte französische Literatur an der Universität Tokio und trat als Literaturwissenschaftler mit Arbeiten über Gérard de Nerval hervor. Bekannt wurde er jedoch vor allem als avantgardistischer Lyriker. Er gründete mit Tatsuya Iwanari die Literaturzeitschrift Amorph und veröffentlichte mehrere Gedichtbände.  Für Waga Izumo, waga chinkon erhielt er 1968 den Yomiuri-Literaturpreis, für Tohoi utage 2002 den Hagiwara-Sakutarō-Preis.
Er starb 86-jährig im Oktober 2018.